# Rocca di Rivoli
Rocca di Rivoli è un promontorio situato a sud di Rivoli Veronese, in una posizione geograficamente strategica: ha una posizione di dominio sulla valle dell'Adige ed è un punto di connessione con i passi alpini. Il sito è stato interessato da diverse indagini archeologiche le quali hanno ricostruito in parte la sua storia.
Rocca di Rivoli si trova a 265 m s.l.m. e può essere considerata un prolungamento diretto del Monte Pastello.

## Storia
I primi scavi del sito avvennero a partire dal 1874 ad opera di Gaetano Pellegrini, il quale scoprì le prime evidenze di una frequentazione del sito datate al Neolitico e all'età del bronzo. Pellegrini trovò frammenti di vasi a bocca quadrata, pesi da telaio, fusaiole da tessitura, strumenti in selce e soprattutto una statuetta in terracotta denominata Venere di Rivoli. Questi reperti sono conservati al Museo Civico di Caprino Veronese.
A partire dal 1961, il professore di preistoria Lawrence H. Barfield iniziò a studiare i reperti provenienti dagli scavi di Pellegrini. Dal 1963 Barfield fu direttore di una nuova serie di scavi finanziati dal Museo civico di storia naturale di Verona, dall'Università di Birmingham e dall'Università di Cambridge che portarono alla luce i livelli di occupazione del sito datati al Neolitico Medio, età del Bronzo Antico e Finale.
Tra il 1978 e il 1981, furono condotti ulteriori scavi diretti da Peter Hudson, professore dell'Università di Lancaster; egli riuscì a riportare alla luce i resti di strutture in legno e muratura attribuite a un castello con funzioni militari.
Tra il 1978 e il 1983 il patrocinio dell'Accademia Britannica di Roma, l'Università di Lancaster e la Pro Loco di Rivoli Veronese finanziarono ulteriori scavi sul castello medievale.
I reperti archeologici rinvenuti in tutti questi scavi hanno attestato che il sito di Rocca di Rivoli possiede principalmente tre periodi di frequentazione:
1. La fase altomedievale datata tra la fine del VI e la fine del VII secolo
2. Il XII secolo
3. La fine del XIV e l'inizio del XV secolo.

Le prime fonti scritte che parlano esplicitamente del castello sono datate a partire dalla seconda metà del XII.
Nel 1154 Federico I di Barbarossa iniziò una spedizione per conquistare il castello, che rimase in suo possesso fino al 1165, quando fu conquistato dal Comune di Verona. Gli Statuti di Verona del 1228 e del 1276 parlano dell'esistenza di una torre e di una guarnigione di soldati che presiedeva il castello. Nel 1387 la Rocca fu conquistata da Giangaleazzo Visconti i Milano; dopo questa data non esistono più fonti, questa assenza di fonti rende plausibile l'ipotesi che il castello fu abbandonato nel XV secolo.

## Descrizione
Durante la fase altomedievale fu costruito un edificio di forma quadrangolare con fondamenta in pietra ma un elevato composta da travi di legno. All'esterno era presente un piccolo recinto che molto probabilmente serviva per ospitare i cavalli. Dopo l'abbandono su questo edificio ne venne costruito uno nuovo che mantenne la stessa planimetria, ma con un ampliamento in larghezza. Questa nuova costruzione ebbe due fasi di occupazione, tra la fine del VI e l'inizio dell'VIII secolo.
Il castello medievale risale molto probabilmente alla prima metà del XII secolo. In questo secolo fu circondato da una doppia cinta muraria, una interna e una esterna. La cinta muraria esterna è conservata per la maggior parte solo nelle sue fondamenta e si trova a circa 60 metri dalla cinta interna. In un punto, comunque, raggiunge un'altezza di circa 2,50 m ed è composta da blocchi irregolari di calcare legati insieme da malta.
La cinta muraria interna è conservata solo nella parte meridionale. A ridosso di questa cinta fu trovato un deposito di macerie con fondamenta massicce che suggerirono che si trattava di una torre di guardia. Poco più a Nord furono trovati i resti di un edificio sussidiario composto da muri calcarei, l'edificio di forma quadrata fu molto probabilmente abbandonato a seguito di un incendio, evidenziato dalla presenza di carbone e legno bruciato. Gli scavi condotti su questo edificio dimostrarono che esso fu costruito intorno alla metà del XII secolo. Nel corso del XII secolo il castello subì un radicale irrobustimento in cui le strutture in legno vennero sostituite con assai più forti strutture in pietra.
Dopo la conquista da parte di Federico Barbarossa avvenuta nel 1154 il complesso del castello venne ricostruico con l'aggiunta di una torre di guardia e di un piccolo deposito a ovest. A nord fu costruita, invece, una piccola cappella ad unica navata usata fino alla seconda metà del XV secolo e una cisterna.
La cappella, inoltre, presenta affreschi all'interno dell'abside mentre all'esterno sono state rinvenute una serie di tombe ad inumazione prive di corredo in cui furono trovati gli scheletri di tre infanti dagli 1 ai 3 anni, tre bambini dai 3 ai 12 anni e tre adulti.
Durante la conquistada parte del Comune di Verona, il castello sarebbe stato pesantemente danneggiato. Una volta conquistato, i Veronesi procedettero a ricostruirlo e a rafforzarlo con l'utilizzo di pietre di marmo rosa di Verona